# The Late Late Show (émission de télévision, 1962)
Pour les articles homonymes, voir The Late Late Show.

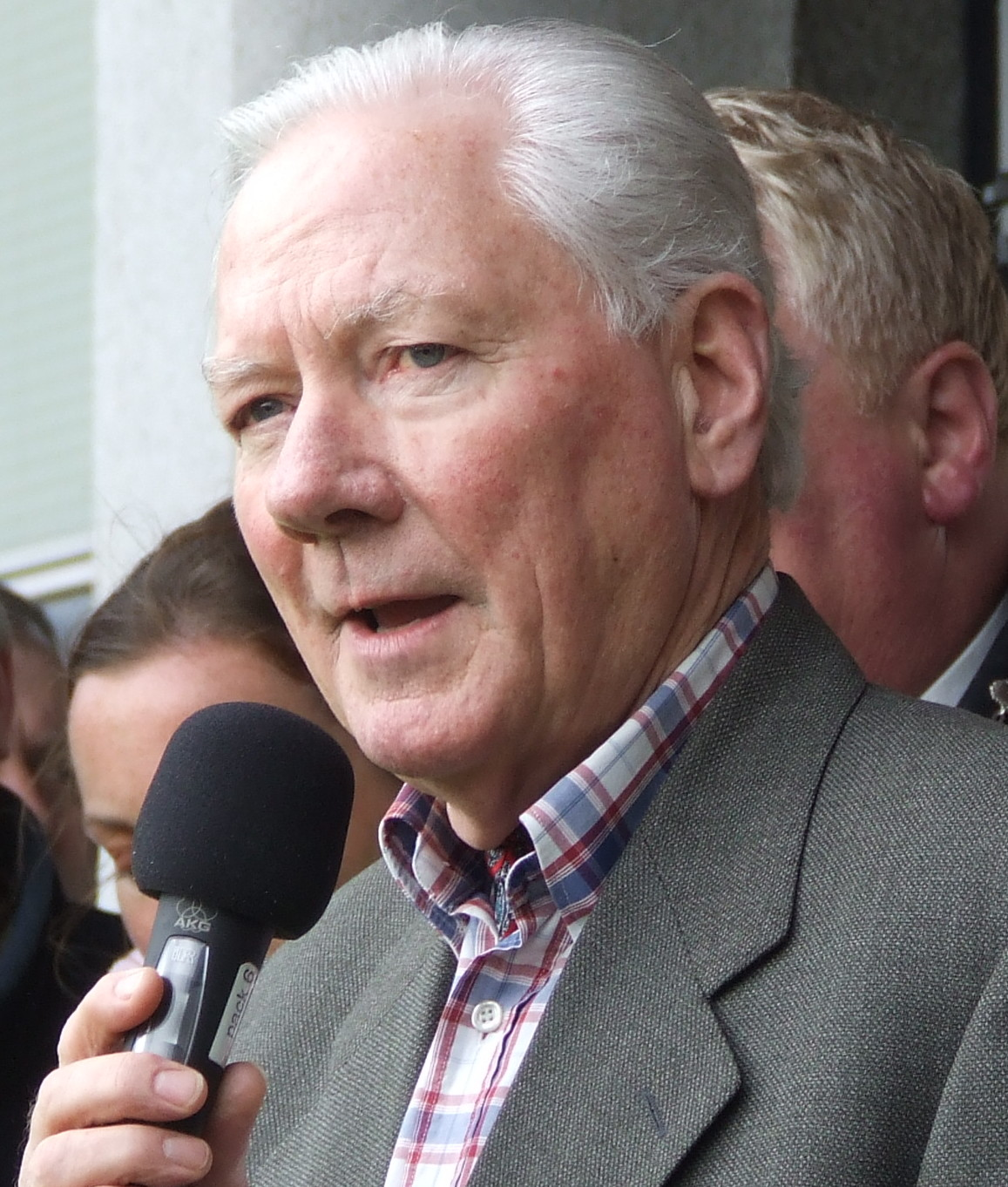
Gay Byrne

The Late Late Show, dont le titre est souvent abrégé en The Late Late, est une émission de télévision irlandaise de type talk-show. Il s'agit du talk-show de seconde partie de soirée le plus ancien au monde après l'émission américaine The Tonight Show. Vue comme l'émission phare de la chaîne de télévision publique irlandaise Raidió Teilifís Éireann, elle est considérée, même à l'étranger, comme une institution de la télévision irlandaise et est diffusée en public et en direct le vendredi soir à 21h30 de septembre à mai. Certaines parties sont parfois enregistrées et diffusées parmi les séquences en direct
L'émission a conservé le même nom et le même format sans interruption depuis sa première diffusion le vendredi 6 juillet 1962 à 23h20 et est diffusée en couleurs depuis 1976. À l'origine émission temporaire diffusée tard le samedi (à 23h20), sa case a été déplacée par la suite au vendredi soir où elle est toujours programmée. Le format est resté globalement inchangé : discussions, sketches comiques, séquences musicales. L'émission a eu de l'influence sur le public sur de nombreux sujets et a contribué à façonner les normes sociales irlandaises. Son audience moyenne est  de 650 000 téléspectateurs et sa note a toujours été parmi les plus élevées parmi les programmes de la chaîne.